# Henry Bellingham (4e baronnet)
Alan Henry Bellingham, 4e baronnet, (23 août 1846 - 9 juin 1921) est un député conservateur anglo-irlandais. Il est juge de paix, haut shérif de Louth et Lord-lieutenant de Louth. Il est sénateur de l'Université royale d'Irlande et chambellan privé des papes Pie IX, Léon XIII et Pie X. Il est le père du diplomate Edward Bellingham, 5e baronnet. et l'oncle d'Evelyn Wrench (en), rédacteur en chef de The Spectator.

## Jeunesse

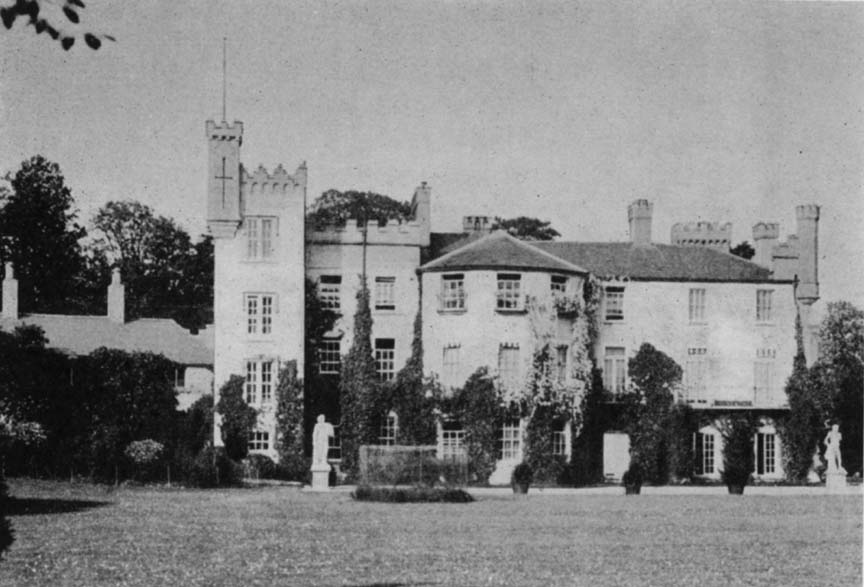
Château Bellingham, comté de Louth ; siège des Bellingham depuis 1660.

Né à Dunany House, Castlebellingham, comté de Louth, il est le fils aîné d'Alan Bellingham (1800-1889), 3e baronnet, et de son épouse Elizabeth, fille unique de Henry Clarke, de West Skirbeck House, Lincolnshire.
Il fait ses études à la Windlesham House School, à la Harrow School et à l'Exeter College d'Oxford, où il obtient un baccalauréat ès arts en 1869 et une maîtrise ès arts trois ans plus tard,. Il succède à son père comme baronnet en 1889. En 1900, il hérite du domaine de Castlebellingham de son oncle, Sydney Robert Bellingham. En 1909, il reçoit un doctorat honorifique en droit de l'Université royale d'Irlande et devient l'un de ses sénateurs .

## Carrière
En 1875, il est admis au barreau du Lincoln's Inn. Bellingham sert dans l'armée britannique et est capitaine dans le 6e bataillon, Royal Irish Rifles. Il entre à la Chambre des communes britannique en 1880, représentant le comté de Louth jusqu'en 1885. Il est haut shérif de Louth en 1897, juge de paix pour ce comté et, ayant été auparavant lieutenant adjoint est nommé Lord-lieutenant de Louth en 1911, fonction qu'il occupe jusqu'à sa mort en 1921. Bellingham est commissaire de l'éducation nationale pour l'Irlande et est successivement chambellan privé des trois papes, Pie IX, Léon XIII et Pie X . Il est également haut shérif de Louth en 1897.

## Famille
Le 13 janvier 1874, il épouse Constance Julia Eleanor Georgiana Noel, fille de Charles Noel (2e comte de Gainsborough) à l'église St Thomas of Canterbury, Exton. Elle meurt en 1891, et Bellingham se remarie à Lelgarde Harry Florence Clifton, fille cadette d'Augustus Wykeham Clifton et de son épouse Bertha Clifton, 22e baronne Gray de Ruthyn à l'église Notre-Dame de St John's Wood le 11 juin 1895 . Bellingham a deux fils et deux filles de sa première femme. Il meurt à l'âge de 74 ans et est remplacé par son fils aîné Edward comme baronnet. Sa deuxième fille Augusta épouse John Crichton-Stuart (4e marquis de Bute). Il est l'oncle d'Evelyn Wrench (en), rédacteur en chef de The Spectator.